# Fase luce dipendente

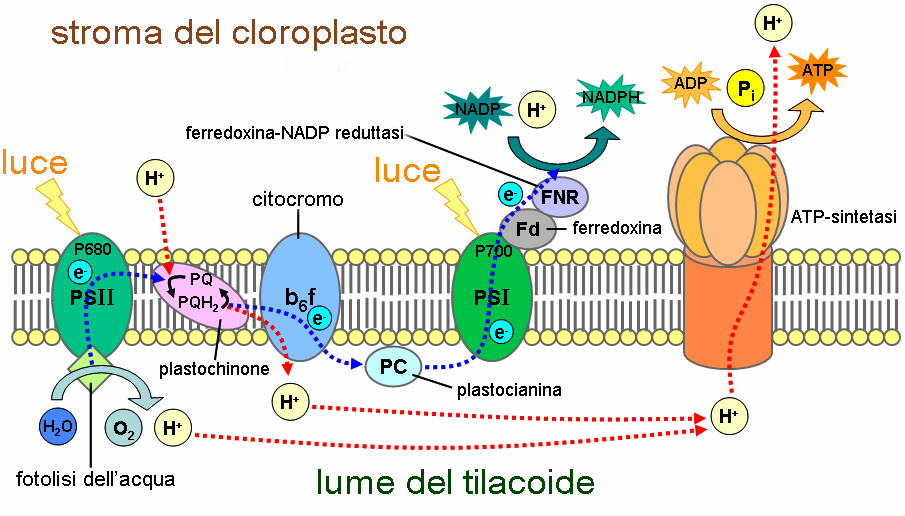
Le reazioni della fase luce dipendente della fotosintesi clorofilliana.

Si definisce fase luce dipendente la prima parte della fotosintesi clorofilliana, anche detta fase luminosa.
Nella fase luminosa l'energia solare viene assorbita dalla clorofilla e da altri pigmenti situati nelle membrane dei tilacoidi, all'interno dei cloroplasti.
I pigmenti interessati alla ricezione dell'energia solare sono la clorofilla a, la clorofilla b, ed altri pigmenti accessori quali carotenoidi e ficobilline. I pigmenti accessori ampliano lo spettro di lunghezze d'onda della radiazione assorbibile, trasferendo l'energia alle clorofille, e svolgono funzione di protezione delle clorofille dai danni foto-ossidativi.
All'interno delle membrane tilacoidali, i pigmenti che si occupano della ricezione dell'energia solare sono organizzati in fotosistemi. All'interno di tali fotosistemi, tutte le molecole dei pigmenti sono in grado di assorbire la luce, ma solo alcune riescono a trasformare l'energia luminosa in energia chimica. I pigmenti che hanno tale capacità costituiscono i centri di reazione fotochimici, generalmente con una coppia speciale di molecole di clorofilla a. Gli altri pigmenti sono invece molecole antenna, che hanno il compito di intercettare l'energia solare e trasmettersela fino a raggiungere il centro di reazione fotochimico più vicino.
L'energia solare recepita dai pigmenti viene conservata sotto forma di ATP e NADPH + H+, mentre viene liberato ossigeno molecolare (O2). La reazione globale è:
2H2O + ADP + P + 2NADP+ → O2 + ATP + 2NADPH + 2H+
Tale reazione è catalizzata dall'energia solare.